# Saint Joseph (Missouri)
Saint Joseph (informalmente St. Joe) è un comune (city) degli Stati Uniti d'America e capoluogo della contea di Buchanan nello Stato del Missouri. La popolazione era di 76 780 persone al censimento del 2010, il che la rende l'ottava città più popolosa dello stato, e la terza città più popolosa del nord-ovest del Missouri.
Saint Joseph, che prende il nome da San Giuseppe, si trova sul fiume Missouri. 
Saint Joseph è sede della Missouri Western State University.

## Geografia fisica
Saint Joseph è situata a 39°45′29″N 94°50′12″W (39.757944, -94.836541).
Secondo lo United States Census Bureau, ha un'area totale di 44,77 miglia quadrate (115,95 km²).

## Società

### Evoluzione demografica
Secondo il censimento del 2010, c'erano 76 780 persone.

### Etnie e minoranze straniere
Secondo il censimento del 2010, la composizione etnica della città era formata dall'87,76% di bianchi, il 5,97% di afroamericani, lo 0,45% di nativi americani, lo 0,88% di asiatici, lo 0,24% di oceanici, il 2,03% di altre razze, e il 2,67% di due o più etnie. Ispanici o latinos di qualunque razza erano il 5,75% della popolazione.